# 玄股人
玄股人（げんこじん）は中国に伝わる伝説上の人種である。元股（げんこ）とも古代中国では東方に位置する国に棲んでいたとされる。

## 概説
古代中国の地理書『山海経』の海外東経によると、玄股国は黒歯国の北にあり、玄股人は腰から下が黒く、魚の皮で出来た服を着ているという。カモメを食べるといい、またそれぞれ2羽の鳥を使役しているという。

## 玄股人の登場する作品
『鏡花縁』
元股国が旅の途中に舞台として登場する。百才女の一人である尹紅萸が父と共にこの国に落ちのびている。元股人は腰から下が真っ黒で魚をとるのが巧いため国内にはとてもたくさんの種類の鮮魚が流通しており、またその価格が廉価であると設定されている。魚の種類は非常に多く、人魚やさまざまな怪魚などもよく水上げされている。